# Метох Свети Павле
Метох Свети Павле (грч. Μετόχι Αγίου Παύλου, Метохи Ају Павлу) је приморско насељено место у општини Аристотел у периферији Средишња Македонија, Грчка. Према попису из 2021. године био је 1 становник.
Насеље је раније било манастирски метох. Први пут се помиње на попису из 1981. године без становника, јер је блло у изградњи.